# JCSAT-12
JCSAT-RA (avant son lancement JCSAT-12) est un satellite de télécommunications japonais de  l'opérateur de satellites japonais JSAT Corporation (en) lancé avec le satellite australien Optus D3 le 21 août 2009 par une fusée Ariane 5 ECA depuis la base de lancement de Kourou. Le satellite, pesant 4 tonnes, a une durée de vie estimée à 15 ans. Il est placé sur une orbite géostationnaire. Il a été construit par Lockheed Martin qui en a reçu commande le 6 septembre 2007. Le satellite est positionné au-dessus de la région Asie-Pacifique et permet la desserte du Japon et d'Hawaï. Il remplace le satellite JCSAT-11 dont le lancement a échoué. Il a  été renommé JCSAT-RA après être devenu opérationnel.

## Description du satellite

### Charge utile
Le satellite dispose de 30 transpondeurs en bande Ku et de 12 transpondeurs en bande C.